# Ecosia
Ecosia(한국어: 에코시아, 에코지아)는 독일 베를린에 본사를 둔 검색 엔진이다. 나무를 심기 위한 비용을 마련하기 위해 광고를 송출하며, 수익 창출을 하기도 한다. 검색 엔진을 이용한 만큼 나무를 심는 사회적 기업이기도 한데, 이 곳에서 검색을 45번 하면 한 그루의 나무가 심어진다. 검색 엔진은 DuckDuckGo를 기반으로 한다.

## 애플리케이션
에코시아는 애플리케이션도 배포하고 있다. 애플리케이션은 모바일 구글 크롬을 기반으로 만들어졌다.
시크릿 모드를 가동하게 될 시 구글 크롬과는 다르게 스파이 복장을 하고 있는 멸종위기종 동물이 수인 형태의 마스코트로서 존재한다. 2021년에는 호랑이의 모습을 한 스파이 캐릭터가 시크릿 모드 창에서 나타났으며 2022년에는 물소의 형상을 한 동물 캐릭터가 나타난다.

## 같이 보기
- 환경기술
- 환경주의